# Janine Lindemulder
Janine Marie Lindemulder (La Mirada, California; 14 de noviembre de 1968) es una actriz pornográfica estadounidense. Su carrera se desarrolló principalmente (normalmente acreditada solo como Janine) durante la década de los noventa, retornando al género entre los años 2004 y 2005. Su prima Kelly Madison es también actriz porno.

## Carrera profesional

### Inicios
Lindemulder nació en La Mirada, California en 1968. Sus primeras apariciones en la industria para adultos fueron en la prestigiosa revista Penthouse, en la que se presentó en su número especial de Navidad de diciembre de 1987, lo que le valió para ser Mascota del mes. Tras su primera aparición, Lindemulder sería una habitual en los números de Penthouse durante los siguientes diez años, y quedó en segunda posición de la Mascota del mes de 1990.
Lindemulder interpretó papeles en el cine convencional durante sus inicios. Su primer papel fue en la película italiana de 1988 Bersaglio sull'autostrada. Después participó en otros títulos comerciales como Spring Break USA y Caged Fury, aunque ninguno de ellos tuvo éxito. Sus apariciones en Penthouse la proporcionaron un papel en un vídeo lanzado por la compañía titulado Penthouse Satin & Lace, que incluía varias modelos de la revista. Esto impulsó a Lindemulder, definitivamente, a emprender su carrera en el cine pornográfico. En 1999 apareció en la portada del álbum Enema of the State de la banda Blink-182, y también hizo un cameo en los videos musicales de las canciones «What's My Age Again?» y «Man Overboard».

### Actriz porno

#### Etapa lésbica (1992-1999)
La primera película de Janine en el cine pornográfico fue Hidden Obsessions de Andrew Blake, rodada en 1992. Este primer título le sirvió para seguir rodando nuevas películas y llamar la atención a los productores de Vivid que no tardaron en ofrecerle un contrato en exclusiva, permitiéndole así formar parte del selectivo grupo de las Vivid Girls. Parlor Games fue el primero de casi un centenar de títulos rodados para la productora norteamericana. Tanto con Vivid como en las películas realizadas en esta época, Janine solo practica sexo lésbico, cumpliendo así con un pacto celebrado entre su primer marido y ella.
Durante su trayectoria en Vivid, Janine no se limitó solo a actuar. Así, con la también actriz porno Julia Ann formó el dúo Blondage, con el cual realizó shows eróticos. Junto a Howard Stern y Nikki Tyler, intervino en el programa de la NBC Tonight Show.

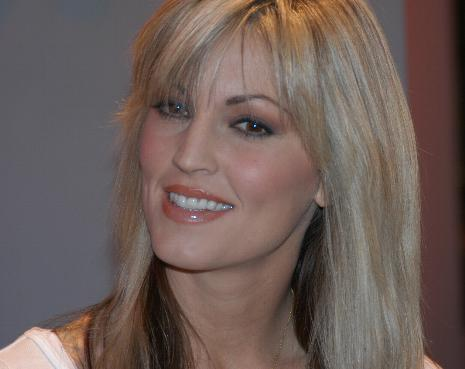
Janine Lindemulder en la Expo AVN Expo del 2005

Ese mismo año, Janine decidió retirarse del mundo del porno y anunció su deseo de trabajar como profesora de educación preescolar.
Continuó, sin embargo, apareciendo ocasionalmente en alguna revista y trabajando como realizadora o productora.

#### Etapa heterosexual (2004-2005)
En abril de 2004 Janine, que presentaba un importante cambio físico (lucía piercings en ambos pezones y en el clítoris, y aparatosos tatuajes que ocupan casi la totalidad de sus brazos, y parte de la espalda) decidió retomar su carrera. Para sorpresa de todos, y disgusto de algunos de sus fanes, la actriz anunció que ya no se limitaría a rodar escenas lésbicas. Vivid, como en su primera etapa, fue la elegida para producir las nuevas películas.
El esperado debut heterosexual de Janine se produjo en Maneater con Nick Manning.
Finalizado el contrato que le unía con Vivid y del cual se derivaron ocho películas, Janine optó por firmar un nuevo contrato, esta vez con Digital Playground. A pesar de anunciar nuevamente su retirada en noviembre de 2005 la actriz siguió rodando películas aunque a un ritmo menor e insistiendo de nuevo en las escenas lésbicas.
En julio de 2007, y poco antes del estreno de la exitosa Jenna loves Janine (que en realidad se rodó en 2004), Janine anunció la que sería su retirada definitiva como actriz del cine pornográfico.

## Vida personal

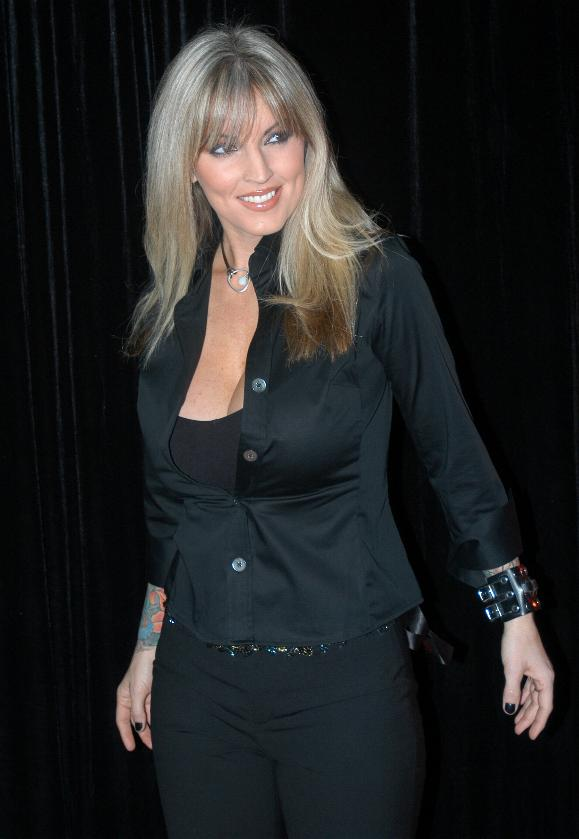
Janine en la première de Pirates

Janine ha estado casada dos veces, la primera de 1988 a 1996. Fruto de este matrimonio nace en 1991 su primer hijo, Tyler.
Tras su divorcio, la actriz mantuvo diversas relaciones sentimentales, de todas ellas la más destacada fue la que mantuvo con la estrella del rock Vince Neil. De esta relación surgió un vídeo casero pornográfico que durante muchos años sería la única "escena" de sexo grabado entre Janine y un hombre. El vídeo acabó siendo publicado por la misma empresa que sacó a la luz pública el video de sexo casero de Pamela Anderson.
En 2002, Janine volvió a contraer matrimonio, esta vez con Jesse G. James, fundador de West Coast Choppers, una conocida marca de ropa y de artículos para motocicletas. El matrimonio concluyó de forma precipitada en el año 2003 con la actriz embarazada de siete meses y con su aún marido en relaciones con Sandra Bullock. Ese mismo año se produjo el divorcio. El 1 de enero de 2004 nació Sunny James, su segundo hijo.
Además, en el año de 1999 apareció como modelo en la portada del disco Enema of the State de la popular banda de pop punk blink-182 y en el videoclip de "What's My Age Again?", uno de los sencillos de ese mismo álbum de la banda de San Diego.

### Problemas legales
El 17 de julio de 2008 Janine fue detenida acusada de evasión de impuestos. La Justicia estadounidense le acusa de defraudar una cantidad cercana a los 80.000 dólares en la época en la que estaba casada con Jesse G. James, su segundo marido. El 16 de septiembre de 2008 se celebró el juicio relativo a la causa. La fiscalía pidió para ella un año de cárcel, una multa de 100.000 dólares y el pago de las cantidades pendientes. El 29 de diciembre de 2008 la actriz es condenada a una pena de seis meses de cárcel que debería cumplir a partir del 10 de marzo de 2009 y al pago de la deuda tributaria que finalmente asciende a 294.000 dólares.
Mientras sus abogados trataban de reducir su deuda tributaria a una suma más viable y pese a su nueva vida como reclusa en la Prisión Federal, Janine mantenía normalmente contacto con el exterior y con sus fanes mediante su blog y web oficial.

## Filmografía selectiva
Algunas películas de su filmografía han sido Hidden Obsessions, Blondage, Head Shots, Lethal Affairs, Broken Promises, Extreme Close-Up Janine, Seven Deadly Sins, And the Winner is..., Janine, Deep Inside Janine, Up Close and Personal Janine, Ultimate Janine, Virtual Sex With Janine, Vivid Girl Janine, 5 Star Janine, Maneater, Supreme Janine, And The Envelope Please Janine o Pirates.

## Premios y nominaciones
- 1993 XRCO Mejor Escena Lésbica por Hidden Obsessions (con Julia Ann)[27]
- 1994 AVN Award Mejor Escena Lésbica por Hidden Obsessions (con Julia Ann)[28]
- 1997 AVN Award Mejor Tease Performance por Extreme Close-Up[28]
- 2000 AVN Award Mejor Escena Lésbica por Seven Deadly Sins (con Julia Ann)[28]
- 2000 AVN Award Mejor Actriz de Reparto por Seven Deadly Sins[28]
- 2006 AVN Award Mejor Escena Lésbica por – Pirates (con Jesse Jane)[29]
- 2006 AVN Award Mejor Actriz – Pirates[29]
- 2006 XRCO MILF del Año[30]
- 2007 AVN Award Mejor Escena en pareja por – Emperor (con Manuel Ferrara)[31]
- Forma parte del AVN Hall of Fame[32]
- Forma parte del XRCO Hall of Fame[30]